# Jacques Noël
Jacques Noël, född 6 april 1920, död oktober 2004, var en fransk fäktare.
Noël blev olympisk guldmedaljör i florett vid sommarspelen 1952 i Helsingfors.